# Brives (Indre)
Brives és un municipi francès al departament de l'Indre i a la regió de Centre-Vall del Loira. L'any 2017 tenia 258 habitants.

## Ús del sol

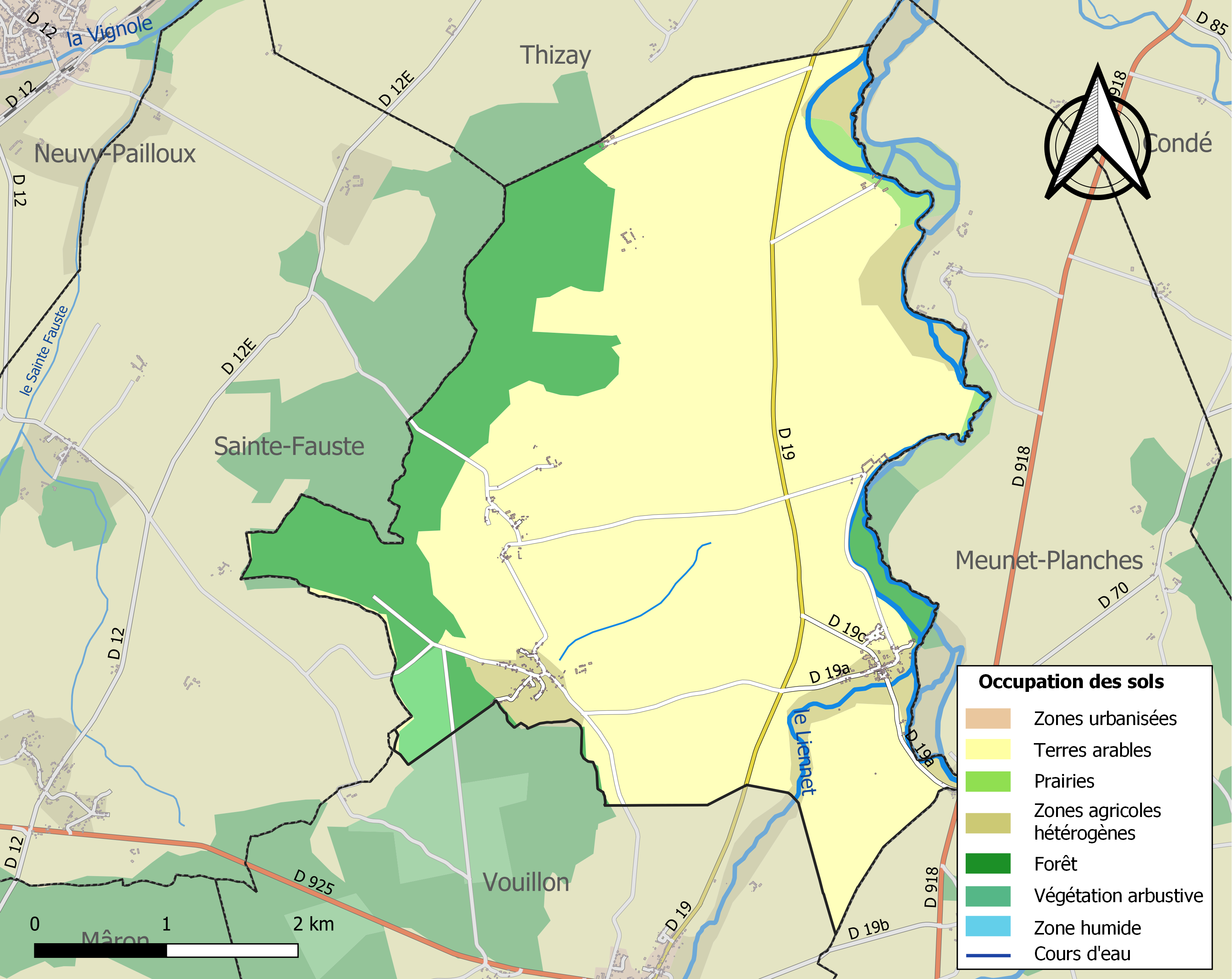
Mapa d'infraestructures i usos del sòl del municipi l'any 2018 (CLC).

Brives és un municipi rural, perquè és un dels municipis de densitat baixa o molt baixa, en el sentit de la quadrícula de densitat municipal de l'INSEE.
A més, la ciutat forma part de l'àrea d'atracció d'Issoudun, de la qual és una ciutat de la corona. Aquesta zona, que inclou 20 poblacions, es classifica en zones amb menys de 50.000 habitants.
La cobertura del sòl del municipi, tal com es desprèn de la base de dades biofísica europea de cobertures del sòl CORINE Land Cover (CLC), està marcada per la importància del sòl agrícola (81,6% el 2018), una proporció aproximadament equivalent a la de 1990 (81,4%). La distribució detallada l'any 2018 és la següent: terres de conreu (73,7%), boscos (17,1%), zones agrícoles heterogènies (6,7%), ambients amb vegetació arbustiva i/o herbàcia (1,3%), prats (1,2%).
L'IGN també ofereix una eina en línia per comparar l'evolució en el temps de l'ús del sòl al municipi (o territoris a diferents escales). S'hi poden accedir en forma de mapes o fotografies aèries diverses èpoques: la Carta Cassini (segle xviii), la carta d'état-major (1820-1866) i el període actual (des del 1950 a avui dia).

## Demografia
El 2007 tenia 272 habitants. Hi havia 98 famílies i 136 habitatges.

## Economia
El 2007 la població en edat de treballar era de 178 persones. Hi havia una empresa extractiva, una de fabricació d'altres productes industrials, dues empreses de construcció, una empresa d'hostatgeria i restauració, una empresa immobiliària i una empresa de serveis.
L'any 2000 hi havia deu explotacions agrícoles que conreaven un total de 994 hectàrees.